# 六苯基六砷
六苯基六砷是一种有机化合物，化学式为(C6H5)6As6。它的As6六元环具有椅式构象，As-As键键长为2.456±0.005 Å，∠As-As-As键角平均为91°。它和碘反应，可以得到二碘化苯基砷。它和苯基锂反应，可以得到二苯基胂基锂。